# Popis hrvatskih veleposlanika u Novom Zelandu
Republika Hrvatska i Novi Zeland održavaju diplomatske odnose od 25. veljače 1992. Sjedište veleposlanstva je u Canberri.

## Veleposlanici
Hrvatska nema rezidentno veleposlanstvo u Novom Zelandu. Veleposlanstvo Republike Hrvatske u Australiji pokriva Demokratsku Republiku Timor-Leste, Novi Zeland, Kiribati, Papuu Novu Gvineju, Nezavisnu Državu Samou, Salamunove Otoke, Kraljevinu Tonga, Tuvalu, Fidži, Nauru i Vanuatu.
| Veleposlanik   | Postavljenje       | Opoziv             | Sjedište |
| -------------- | ------------------ | ------------------ | -------- |
| Neven Jurica   | 11. veljače 1993.  |                    | Canberra |
| Jozo Meter     | 16. veljače 1996.  | 1. kolovoza 1999.  | Canberra |
| Mladen Ibler   | 23. prosinca 1999. | 20. ožujka 2005.   | Canberra |
| Vicencije Biuk | 25. veljače 2009.  | 31. srpnja 2013.   | Canberra |
| Damir Kušen    | 17. prosinca 2013. | 31. kolovoza 2018. | Canberra |

## Vanjske poveznice
- Novi Zeland na stranici MVEP-a